# Gärdsgölen (Byarums socken, Småland)
Gärdsgölen är en sjö i Vaggeryds kommun i Småland och ingår i Lagans huvudavrinningsområde. Sjön är 5,2 meter djup, har en yta på 0,01 kvadratkilometer och är belägen 255 meter över havet.